# Aphanius villwocki
Aphanius villwocki is een straalvinnige vissensoort uit de familie van de eierleggende tandkarpers (Cyprinodontidae). De wetenschappelijke naam van de soort is voor het eerst geldig gepubliceerd in 2003 door Hrbek & Wildekamp.